# Batalion ON „Kurpie”

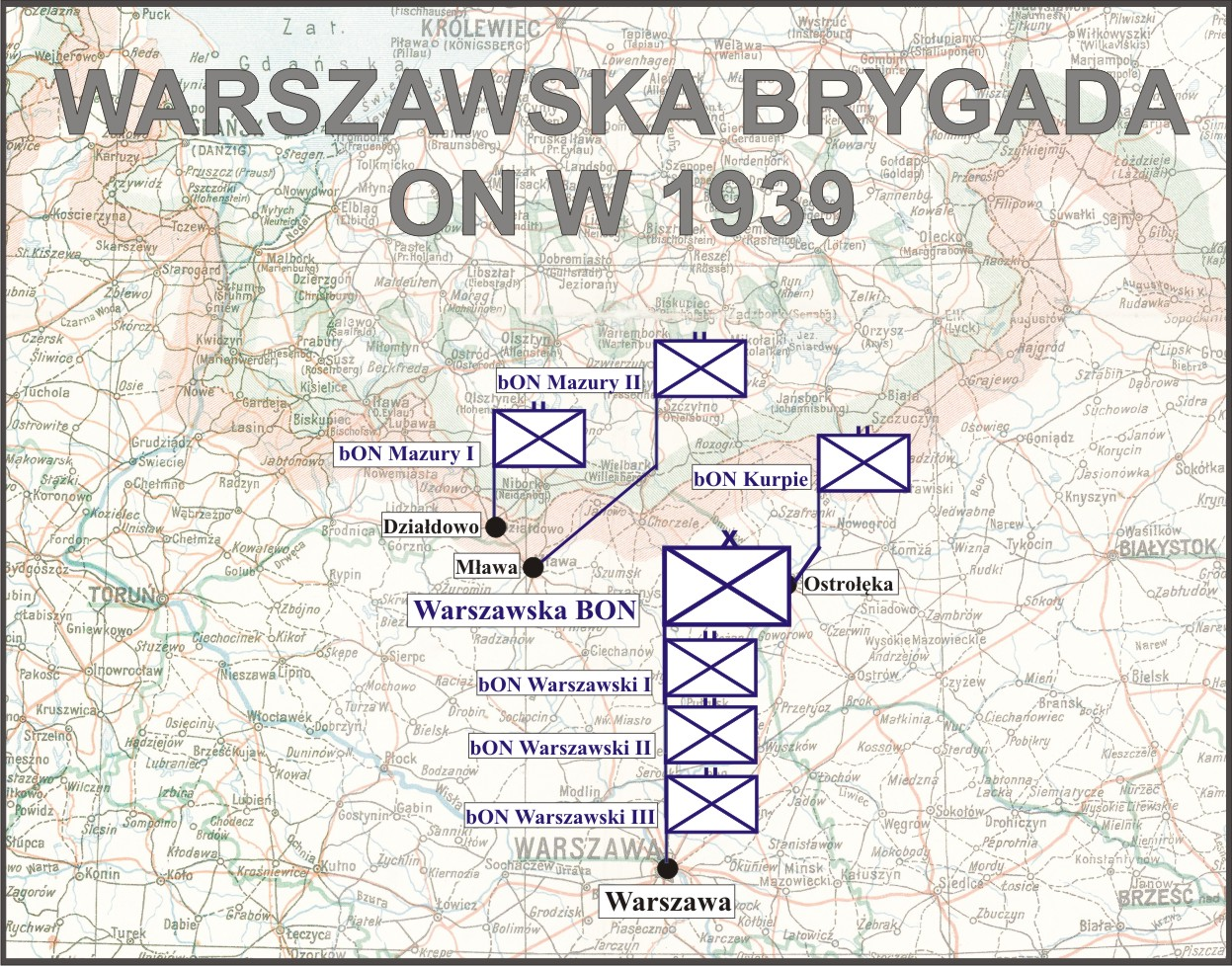
Warszawska Brygada ON

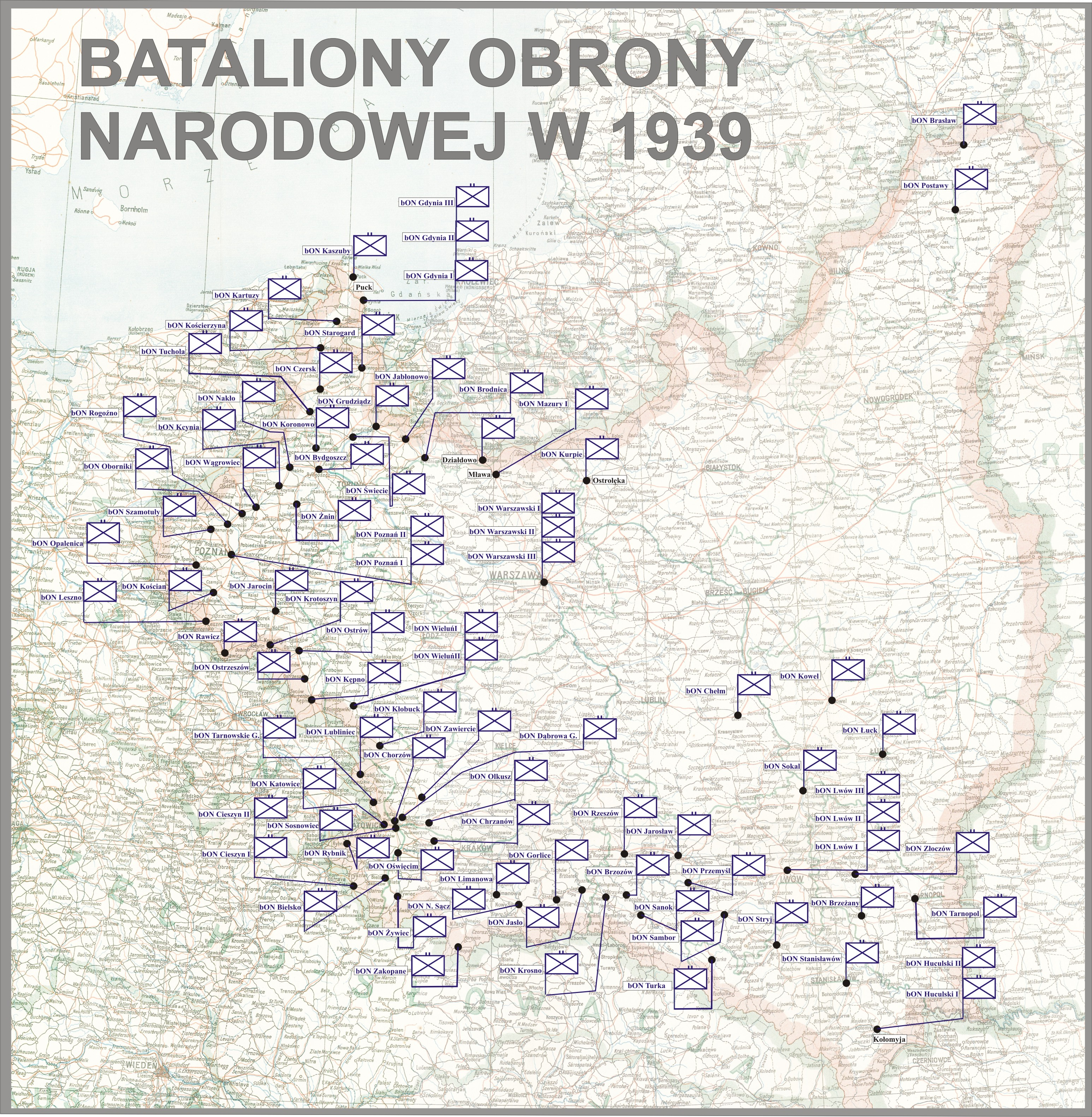
Obrona Narodowa w 1939

Kurpiowski Batalion Obrony Narodowej (batalion ON „Kurpie”) – pododdział piechoty Wojska Polskiego II RP.
Batalion został sformowany w maju 1939 roku, w Ostrołęce, w składzie Warszawskiej Brygady ON, według etatu batalionu ON typ IV. Pododdział był zorganizowany w oparciu o 133 Obwód PW.
Jednostką administracyjną i mobilizującą dla Kurpiowskiego batalionu ON był 5 pułk Ułanów Zasławskich.

## Działania batalionu we wrześniu 1939
W kampanii wrześniowej jednostka walczyła w składzie 18 Dywizji Piechoty. Batalion (bez 3 kompanii) zajmował pozycje w rejonie Dylewa. Trzecia kompania z plutonem lekkich karabinów maszynowych i plutonem ckm na taczankach została podporządkowana dowódcy Oddziału Wydzielonego „Myszyniec”, kpt. Str. Gran. Wacławowi Smakoszowi i zajęła pozycje na przedmieściach Myszyńca.
1 września 1939 roku około godz. 6.00 oddział niemieckiej 1 Brygady Kawalerii rozpoczął natarcie na Myszyniec. Około godz. 10.00 Niemcy wsparci pięcioma samochodami pancernymi przełamali polską obronę i zajęli miasto. Kompania por. Szewczyka nie wytrzymała niemieckiego natarcia i opuściła miasto w panice. OW „Myszyniec” wycofał się na drugą pozycję obrony w Wydmusach. Między godz. 13 a 14 kpt. Smakosz przeprowadził kontratak w celu odbicia Myszyńca, ale powodzenia nie uzyskał. Żołnierzom ON uzbrojonym w karabiny Lebela i Berthiera brakowało amunicji. OW „Myszyniec” wycofał się na III pozycję obronną w Siarczej Łące obsadzoną przez drugą kompanię ON, a w nocy wspartą przez 7 kompanię 42 pp.
2 września od godz. 8.00 oddziały polskie walczyły na pozycji pod Siarczą Łąką, a następnie w rejonie Kadzidła i Dylewa. W walkach w rejonie Kadzidła, 3 kompania ON po wyczerpaniu amunicji atakowała „na bagnety”. W południe porucznik Szewczyk stwierdził, że brakuje 40% stanu osobowego kompanii. Wymieniony oficer nieobecność tak dużej grupy podkomendnych tłumaczył tym, że pochodzili oni z miejscowości w rejonie, których prowadzone były działania wojenne. Widząc łuny pożarów, spowodowanych ogniem niemieckiej artylerii, udali się do swych domów, by ratować rodziny i dobytek. Porucznik Szewczyk około godz. 20.00 został ciężko ranny.
W wyniku sporych strat oddział ten, wraz z dowódcą batalionu kpt. Nowickim, wycofał się na Nowogród. Po jego uporządkowaniu został włączony do 9 kompanii por. Pajka i skierowany na III linię obronną Nowogrodu.
Reakcją dowództwa polskiego na zajęcie Myszyńca było wysłanie 2 kompanii 71 pułku piechoty pod dowództwem kpt. Naparlińskiego, wzmocnionej dwoma działkami ppanc., do miejscowości Łyse. Postawiono przed nią zadanie opanowania Myszyńca. Natarcie 2 września zakończyło się jednak niepowodzeniem. Wskutek dużych strat kompania wycofała się do Nowogrodu. Jej żołnierzy wcielono do 8 kompanii por. Tarczałowicza w Szablaku.
Rano, 6 września, batalion ON „Kurpie” składający się w tym czasie z kompanii „Ostrołęka” i resztek kompanii kadzidlańskiej i myszynieckiej, został zluzowany przez III batalion 42 pułku piechoty i odszedł do odwodu 42 pp w lesie, na zachód od Czarnowca.

## Organizacja i obsada personalna
- dowódca batalionu – kpt. Kazimierz Nowicki
- dowódca kompanii ON „Ostrołęka I” – por. Norbert Puchalski
- dowódca kompanii ON „Ostrołęka II” – kpt. rez. Aleksander Sierański[3]
- dowódca kompanii ON „Ostrołęka III” – por. piech. Józef Szewczyk[c]
- dowódca plutonu ckm – st. sierż. Marcin Karcz